# Pareggio di bilancio
In economia il pareggio di bilancio è la condizione contabile di un ente economico che si verifica quando, nel corso di un anno, le uscite finanziarie sostenute eguagliano le entrate conseguite, evitando situazioni di deficit e conseguente ricorso all'indebitamento o alla monetizzazione. Si parla di pareggio di bilancio "strutturale" quando il vincolo del pareggio di bilancio non è imposto annualmente, bensì solo in media lungo l'arco di un intero ciclo economico, consentendo pertanto allo stato di indebitarsi per implementare politiche fiscali espansive in periodi di recessione, salvo poi ridurre il debito contratto tramite politiche fiscali più restrittive duranti i periodi di crescita economica. Nel 2001 la Svizzera è diventato il primo paese al mondo ad introdurre l'obbligo di pareggio strutturale nella propria costituzione.

## Descrizione
Nell'ambito della contabilità di Stato, il pareggio di bilancio comporta che l'ammontare delle spese pubbliche sostenute dallo Stato e dagli altri enti pubblici sia uguale alle entrate ovvero al gettito fiscale: lo Stato, in tal modo, evita di ricorrere all'indebitamento, ossia al deficit di bilancio pubblico. L'ammontare complessivo dei disavanzi pubblici accumulati ogni anno porta invece alla formazione del debito pubblico.
La spesa sostenuta dallo Stato si distingue in tre distinte categorie:
- spesa corrente primaria, ossia le spese sostenute per finanziare i servizi pubblici erogati dallo Stato medesimo (previdenza, sanità, pubblica amministrazione);
- spesa per interessi, cioè le spese per finanziare il debito;
- spesa in conto capitale, ossia le spese relative agli investimenti.

Spesa corrente primaria e spesa per interessi concorrono alla formazione della spesa primaria.
Per ciò che riguarda le entrate, un ruolo pressoché esclusivo spetta ai tributi.
Il pareggio di bilancio, oltre che effetti sulla finanza pubblica, ha anche implicazioni a livello macroeconomico sul sistema economico come espresso dal teorema del bilancio in pareggio.

### Pareggio di bilancio e rapporto debito-PIL

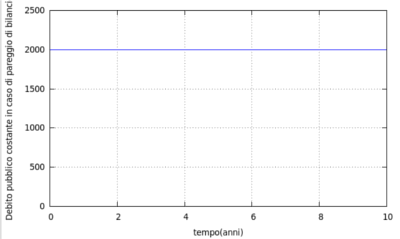
Debito pubblico costante in funzione del tempo in caso di pareggio di bilancio.

Un buon indicatore dello stato di cattiva salute dei conti pubblici di un paese è il suo rapporto tra debito pubblico e PIL. Alcuni paesi, per cercare di limitare tale valore, cercano di mantenere il bilancio in pareggio; in tal modo, il deficit pubblico è uguale a zero, ciò comporta che il debito pubblico nominale si mantenga costante; così il rapporto debito/PIL dipende esclusivamente dal PIL; esso dovrebbe dunque diminuire nell'ipotesi che, nel lungo termine, il PIL aumenti.
Il problema del rapporto debito-PIL è trattato nel caso più generale da un modello matematico (vedi Trattazione matematica del rapporto debito/PIL): in esso si suppone che il PIL cresca ogni anno di una percentuale costante {\displaystyle n} (crescita esponenziale), che l'avanzo primario (ovvero la differenza tra entrate e spesa pubblica, esclusi gli interessi sul debito) diviso per il PIL sia costante ({\displaystyle d}), e che gli interessi annuali {\displaystyle i} sul debito pubblico siano una percentuale costante. Allora l'equazione che descrive il rapporto debito-PIL nell'anno {\displaystyle t} è

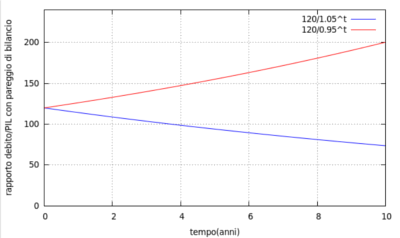
Rapporto Debito pubblico/PIL in funzione del tempo in caso di pareggio di bilancio.

{\displaystyle b_{t}=b_{t-1}{\frac {1+i}{1+n}}+d}
ove {\displaystyle b_{t-1}} è il rapporto debito-PIL nell'anno {\displaystyle t-1}.
Il caso del pareggio di bilancio può essere ottenuto modificando questo modello, considerando il debito nell'anno {\displaystyle t}, {\displaystyle B_{t}}, come fisso ({\displaystyle B_{t}}={\displaystyle B_{0}} per ogni {\displaystyle t}) e il PIL con crescita esponenziale ({\displaystyle Y_{t}=Y_{0}(1+n)^{t}}, ove {\displaystyle Y_{0}} è il PIl iniziale, nell'anno 0).
In tali ipotesi il rapporto debito-pil tenderebbe a una decrescita esponenziale (nell'ipotesi che la crescita economica sia positiva):
{\displaystyle b_{t}={\frac {B_{t}}{Y_{t}}}={\frac {B_{0}}{Y_{0}(1+n)^{t}}}={\frac {b_{0}}{(1+n)^{t}}}}
ove {\displaystyle b_{0}} è il rapporto debito-PIL all'inizio, nell'anno 0.

## In Italia
In Italia, nei suoi primi 150 anni di storia, il pareggio di bilancio è stato raggiunto solo tre volte: nel 1876, con Marco Minghetti e la Destra Storica, nel corso del triennio 1893-1896, con Sidney Sonnino alla guida del Ministero delle Finanze e del Ministero del Tesoro, e infine nel 1925, con Alberto de' Stefani e la prima fase economica fascista di stampo liberista.
La Costituzione Italiana, all'art. 81, imponeva il pareggio del bilancio con le seguenti parole: "Con la legge di approvazione del bilancio non si possono stabilire nuovi tributi e nuove spese. Ogni altra legge che importi nuove o maggiori spese deve indicare i mezzi per farvi fronte". Tale prescrizione fu seguita fino a metà degli anni '60, quando, deceduto l'estensore di detto articolo costituzionale Luigi Einaudi, una commissione parlamentare appositamente costituita concluse che tra questi mezzi fosse previsto l'indebitamento.
Nell'aprile del 2012 il parlamento italiano ha tentato di irrigidire nel principio costituzionale l'obiettivo del pareggio di bilancio "preventivo" (modificando gli artt. 81-117-119.97 della Costituzione italiana) con la legge costituzionale 20 aprile 2012 n. 1., salvo citare in modo esplicito il ricorso all'indebitamento in questo modo: "Il ricorso all'indebitamento è consentito solo al fine di considerare gli effetti del ciclo economico". Infatti anche dopo tale modifica ogni legge finanziaria ha sempre previsto il deficit di bilancio con ricorso all'indebitamento.
La norma è stata approvata sia dalla Camera dei deputati e sia dal Senato della Repubblica a maggioranza dei due terzi nella seconda votazione precludendo così la possibilità di un referendum costituzionale dei cittadini. La riforma è stata approvata interamente da PD, PDL e Terzo Polo. La Lega Nord si è astenuta mentre Italia dei Valori ha votato espressamente contro.
La legge di bilancio è comunque la sola espressione di un budget previsionale. Nessuna conseguenza è mai stata prevista a livello di diritto amministrativo per consuntivi negativi, diversamente ad esempio dalla Svizzera. Infatti, dal 1925, nonostante momenti di crescita economica e quindi di gettito fiscale straordinari, non c'è mai stato un anno in cui il gettito fiscale e le altre voci attive dello Stato Italiano (monarchico o repubblicano) abbiano mai superato le spese.

## Pareggio di bilancio nel mondo

### Svizzera
Dopo continui aumenti del deficit e del debito pubblico nel corso degli anni '90, i cittadini svizzeri decisero tramite una votazione popolare nel dicembre 2001 di sancire il principio del pareggio di bilancio (in tedesco: Schuldenbremse, in francese: frein à l'endettement, in italiano: freno all’indebitamento) a livello costituzionale, diventando il primo paese a riuscirci. Questa norma costituzionale prevede l'obbligo per la federazione svizzera di mantenere in equilibrio le entrate e le uscite del bilancio statale, al netto di aggiustamenti dovuti alla congiuntura economica. Nella fattispecie, la spesa massima consentita è calcolata moltiplicando le entrate per un fattore congiunturale (il rapporto tra il valore di trend del PIL reale e il valore del PIL reale stimato per l'anno in questione), consentendo pertanto di incorrere in deficit durante periodi di recessione, ma obbligando il governo a mantenere un avanzo durante i periodi di crescita economica. Essenzialmente la normativa svizzera obbliga al mantenimento di un pareggio di bilancio strutturale (ovvero un pareggio solo in media, durante tutto l'arco del ciclo economico). Ciò consente al governo di stimolare l'economia tramite una generosa politica fiscale durante i periodi di recessione, a patto che le risorse per queste politiche fiscali vengano poi recuperato tramite una disciplina fiscale stringente negli anni di maggiore crescita economica.

### Unione europea
Il vincolo del pareggio di bilancio è, assieme ad altri parametri di finanza pubblica, uno dei parametri fissati all'interno del Patto di bilancio europeo, un accordo approvato il 2 marzo 2012 e sottoscritto da 25 dei 27 stati membri dell'Unione europea.

### Austria
In Austria già nel 2005 il Comitato per il debito pubblico produsse diversi studi, in cui si considerava la possibilità di introdurre un freno all'indebitamento, anche sul modello del sistema svizzero. Questi studi tuttavia non generarono particolare interesse nel dibattito politico. Solo in seguito alla crisi europea del debito, con il conseguente pericolo della perdita del rating nazionale (fino ad allora AAA) e dell'ampliamento del differenziale con i tassi di interesse sul debito tedesco, il governo federale propose di introdurre nella costituzione alcune norme atte a frenare l'indebitamento.
Dal momento che questo avrebbe richiesto i voti di almeno uno dei partiti dell'opposizione, furono condotte diverse consultazioni, ma non si riuscirono ad ottenere voti né dal BZO, che aveva richiesto l'imposizione di un meccanismo di sanzioni, né dai Verdi, che si dichiaravano piuttosto favorevoli ad una tassa sulla ricchezza. Perciò la normativa fu approvata in Parlamento con maggioranza semplice il 7 dicembre 2011. Successivamente il governo federale concluse un accordo con le regioni e gli enti comunali, che equipara il freno all'indebitamento alla normativa a livello costituzionale.
Pertanto è dal 2017 che il deficit strutturale dello stato austriaco non può superare la soglia dello 0,45%, eccezion fatta nel caso di catastrofi naturali e di altre emergenze.
Il 25 settembre 2019 fu sancita dal Parlamento l'iscrizione del freno all'indebitamento nella costituzione austriaca. La proposta di legge ricevette i necessari due terzi dei voti sulla base di un accordo tra i precedenti partiti di governi, ÖVP e FPÖ, e il partito di opposizione, Neos. Per l'adozione della norma costituzionale, tuttavia, rimase comunque necessaria l'approvazione delle regioni, dal momento che il freno all'indebitamento avrebbe impattato notevolmente le loro competenze. Nella votazione del Consiglio federale, la seconda camera del parlamento austriaco, del 10 ottobre 2019 l'adozione della normativa in seno alla costituzione non raggiunse i necessari due terzi dei voti. Sia i senatori dell'SPÖ che quelli dei Verdi rifiutarono l'emendamento costituzionale. Dal loro punto di vista la legge avrebbe determinato una scarsità di fondi per gli investimenti infrastrutturali e per altri eventuali progetti futuri.

### Bulgaria
La Bulgaria è tra i paesi europei che hanno introdotto il pareggio di bilancio nella propria costituzione. Nel 2010 le uscite del bilancio pubblico ammontavano al 38% del PIL, con un rapporto tra debito pubblico e PIL relativamente basso del 16,2%. Dal 2013 lo stato ha introdotto nella costituzione i limiti all'indebitamento, secondo cui il deficit annuale non può superare il 3% del PIL, mentre il totale delle uscite deve mantenersi al di sotto della soglia del 37% del PIL.

### Danimarca
Le amministrazioni comunali e regionali danesi (che contribuiscono fino a due terzi del totale delle uscite del bilancio pubblico) sono costrette a mantenere il pareggio di bilancio ogni anno e non possono in alcun modo indebitarsi. Per il governo centrale non esistono invece limitazioni. Il debito pubblico è relativamente basso e nel 2019 ammontava al 33% del PIL.

### Germania
Anche in Germania il pareggio di bilancio è stato sancito a livello costituzionale all'inizio del 2009 dalla Commissione per il federalismo, tramite l'adozione di misure atte a frenare l'indebitamento della Germania e a vincolare la federazione e le regioni tedesche alla riduzione del debito pubblico.

### Hong Kong
La costituzione di Hong Kong prevede che il bilancio debba essere sempre mantenuto in pari e che si evitino deficit di bilancio il più possibile. Nel 2019 il debito pubblico in Hong Kong ammontava al 42,4% del PIL.

### Francia
La Francia non è riuscita finora ad introdurre il pareggio di bilancio a livello normativo. Il presidente di stato Nicolas Sarkozy, insieme alla cancelliera tedesca Angela Merkel, si era pronunciato favorevole all'introduzione di un limite al deficit per tutti i paesi dell'area euro. Tuttavia il successo del partito socialista francese nelle elezioni del senato nel settembre 2011 impedì l'adozione della misura. Al contrario del partito di destra di Sarkozy, i socialisti sono generalmente contrari al pareggio di bilancio e poterono bloccare la legge al senato.

### Polonia
La costituzione polacca del 1997, in base all'Art. 216 IV, limita il rapporto tra debito pubblico e PIL ad un valore massimo di tre quinti. In termini pratici, il consenso generale vuole che, al fine di rispettare questa norma costituzionale, qualsiasi governo che abbia raggiunto un livello di indebitamento pari al 55% del PIL sia costretto a prendere misure atte a frenare l'indebitamento e a ridurre il livello di debito pubblico.

### Slovenia
La Slovenia ha adottato il pareggio di bilancio nella sua costituzione. Da allora il bilancio deve essere pareggiato in un arco temporale di medio termine. Eccezioni sono previste.

### Spagna
Nel settembre 2011 il Parlamento spagnolo ha modificato l'art.135 della Costituzione del 1978 prevedendo il pareggio di bilancio come principio costituzionale. Il progetto di legge costituzionale è stato presentato e approvato congiuntamente dai gruppi socialista e popolare durante il governo Zapatero, per venire incontro alle richieste della cancelliera tedesca, Angela Merkel, e del premier francese Nicolas Sarkozy, che chiedevano di stabilire dei limiti all'indebitamento che fossero vincolanti a livello costituzionale. La legge è stata promulgata dal Re di Spagna il 27 settembre 2011.

### Stati Uniti
Negli Stati Uniti non esiste un vincolo costituzionale per l'indebitamento pubblico. Il tetto massimo al debito pubblico può essere innalzato in ogni momento dal Congresso con maggioranza semplice. Questo meccanismo è stato spesso politicizzato dal Congresso in passato, soprattutto a fini ostruzionistici con la minaccia del baratro fiscale. Il rapporto tra debito pubblico e PIL raggiunse il 104% nel 2018, confermandosi uno dei più alti del mondo. Il pagamento degli interessi sul debito pesava sul bilancio pubblico del 2019 per ben 600 miliardi di dollari l'anno, ovvero quasi il 2,5% del PIL.
In ogni caso, va fatto notare che 46 dei 50 stati federali possiedono norme atte al freno dell'indebitamento per i propri bilanci pubblici. Queste leggi tuttavia si differenziano molto tra di loro in base alla severità dei vincoli previsti e al tipo di meccanismo implementato.

### Svezia
La politica fiscale dello stato svedese, che è fissata dal Parlamento, mira a mantenere un avanzo annuale dell'1% del PIL. Nel 2019 questo obiettivo è stato ridotto provvisoriamente al valore di 0,33%. Il debito pubblico non può superare il 35% del PIL. Anche le autorità comunali devono perseguire il pareggio di bilancio. Il debito pubblico è stato fortemente ridotto dagli anni '90 in poi e nel 2019 si trovava al di sotto del 40% del PIL.

## Critiche
Non tutti gli economisti (soprattutto di scuola keynesiana) concordano sui vincoli imposti dal pareggio di bilancio.
Nel 2011 i premi Nobel Kenneth Arrow, Peter Diamond, William Sharpe, Eric Maskin e Robert Solow, in un appello rivolto al presidente Obama, hanno affermato sia che
sia che nell'attuale fase dell'economia
sia che
Critico anche l'economista e premio Nobel Paul Krugman, il quale ritiene che l'inserimento in Costituzione del vincolo di pareggio del bilancio possa portare alla dissoluzione del Welfare state.

### Trattazione matematica
Nella voce politica economica si è visto che una diminuzione della spesa pubblica fa decrescere il PIL e il numero di occupati mentre fa crescere il tasso di interesse, nell'ipotesi che la disequazione nel punto di equilibrio {\displaystyle (Y_{*},r_{*},P_{*},N_{*})}:
{\displaystyle I^{'}(r)(f^{''}(N)-S_{N})<sS_{r}f^{'}(N)}
con:
- {\displaystyle I^{'}(r)}: Derivata della funzione Investimento in funzione del tasso di interesse
- {\displaystyle f^{''}(N)}: Derivata seconda della funzione di produzione
- {\displaystyle s}: Propensione marginale al risparmio
- {\displaystyle S_{r}}: Derivata parziale dell'offerta di lavoro rispetto al tasso r
- {\displaystyle S_{N}}: Derivata parziale dell'offerta di lavoro rispetto al numero di occupati

sia soddisfatta.
Ambo i membri della disequazione sono positivi per quanto visto nella voce Politica economica per cui affinché la disequazione sia soddisfatta occorre che il primo membro della disequazione sia una quantità positiva minore del secondo membro.
La disequazione è soddisfatta quando vi sono pochi investimenti da parte delle imprese, la gente non è disposta a lavorare se il salario reale è basso, la propensione marginale al risparmio è elevata e vi sono molte persone interessate a investire in titoli piuttosto che a lavorare.
In tal caso la diminuzione della spesa pubblica con l'obiettivo di raggiungere il pareggio di bilancio provoca decrescita del PIL, aumento della disoccupazione, aumento dei tassi di interesse. La diminuzione del PIL provoca altresì un incremento del rapporto Debito/PIL. L'approccio corretto di Politica economica nel caso in cui la disequazione sia soddisfatta sarebbe quello invece di aumentare la spesa pubblica e non diminuirla.
Questa teoria è ovviamente negata nelle sue premesse "matematiche" da gran parte degli economisti (es: l'intera "scuola di Chicago" e la "scuola austriaca"). È poi contraddetta anche da esempi eclatanti come la prosperità di paesi con rapporto debito/PIL basso ed in diminuzione costante (come la Svizzera) e dal disastro trovato da altri paesi che hanno creduto nell'aumento della massa monetaria attraverso la spesa pubblica per stimolare l'economia (Argentina prima e Venezuela poi).
Le correnti che si confrontano su questo tema, sia sul piano speculativo (logico) che sul quello analitico (matematico), vedono le teorie "cicliche" contro quelle "anticicliche", laddove le prime propongono una visione dell'economia basata "sull'offerta" (di beni e di servizi), e le secondo basate "sulla domanda" (rappresentata dalla massa monetaria, intesa generalmente come aggregato M1).